# Nueva Independencia, Siltepec
Nueva Independencia är en ort i Mexiko.   Den ligger i kommunen Siltepec och delstaten Chiapas, i den sydöstra delen av landet, 800 km sydost om huvudstaden Mexico City. Nueva Independencia ligger 886 meter över havet och antalet invånare är 150.
Terrängen runt Nueva Independencia är bergig österut, men västerut är den kuperad. Nueva Independencia ligger nere i en dal. Runt Nueva Independencia är det ganska glesbefolkat, med 50 invånare per kvadratkilometer. Närmaste större samhälle är El Porvenir de Velasco Suárez, 19,6 km sydost om Nueva Independencia. I omgivningarna runt Nueva Independencia växer huvudsakligen savannskog.